# Fahrenberg (Waldthurn)

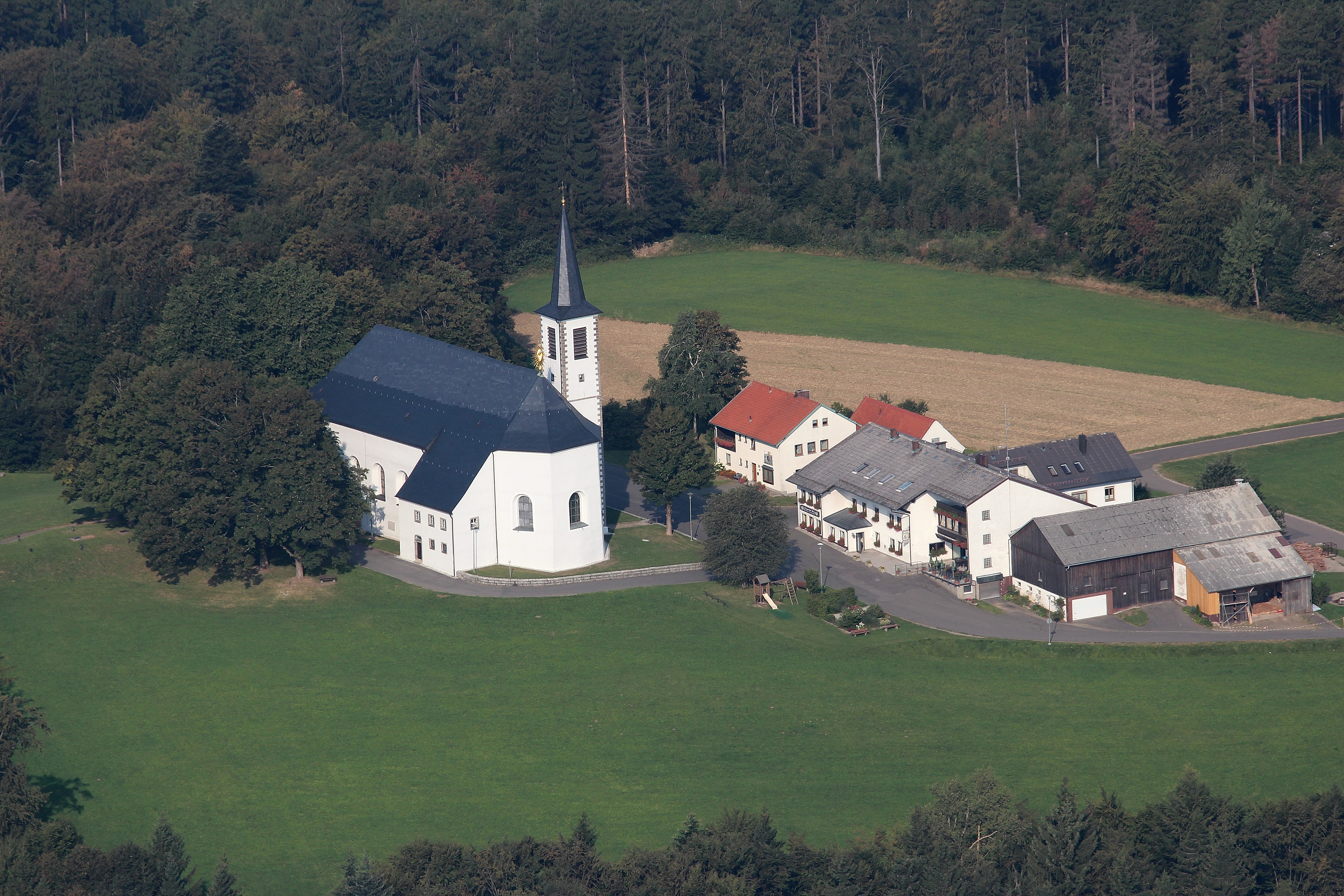
Fahrenberg ze vzduchu (2016)

Fahrenberg je od 13. století známé bavorské poutní místo. Leží v katastru obce Waldthurn v Horní Falci.

## Založení poutního místa
Fahrenberg sloužil jako poutní místo již 200 let před založením nejznámější bavorské kaple v Alttötingu. Na 801 metrů vysokém vrchu nad vsí Waldthurn místní šlechta postavila hrad. Podle místní legendy roku 1204 přivezl jeden z členů rodu Waldthurnů z jedné z křížových výprav, které se zúčastnil jako rytíř templářského řádu, nádhernou oltářní sochu Panny Marie. Pro sošku byla na hradě postavena speciální kaple a brzy začala být v okolí uctívána.

## Dějiny

### Do třicetileté války
Po vymření rodu Waldthurnů byl hrad na Fahrenbergul prodán waldsassenským mnichům. Cisterciáci z kláštera ve Waldsassenu zde vybudovali malou farnost a pokračovali v budování poutního místa.
V roce 1352 se do kláštera přestěhovaly jeptišky z českého kláštera. V roce 1425 zaútočili na klášter husité, vyhnali jeptišky a hodili vzácnou sochu panny Marie do studny. Pozorností jedné z jeptišek se vzácnou sochu po nájezdu podařilo znovu objevit.
Fahrenberg byl přestavěn a znovu se v něm usadili cisterciáci z Waldsassenu. V roce 1524 skupina zemědělců z okolí Vohenstraußu, iniciovaná místním luteránským knězem, zaútočila na horu a vyplenila kostel a klášter. Socha však zůstala v napůl zničeném kostele nepoškozená. V daňových zápisech obcí Waldthurn a Floß se objevila poznámka: Fahrenberg, vypálený klášter a rozvalený kostel.

### Po třicetileté válce

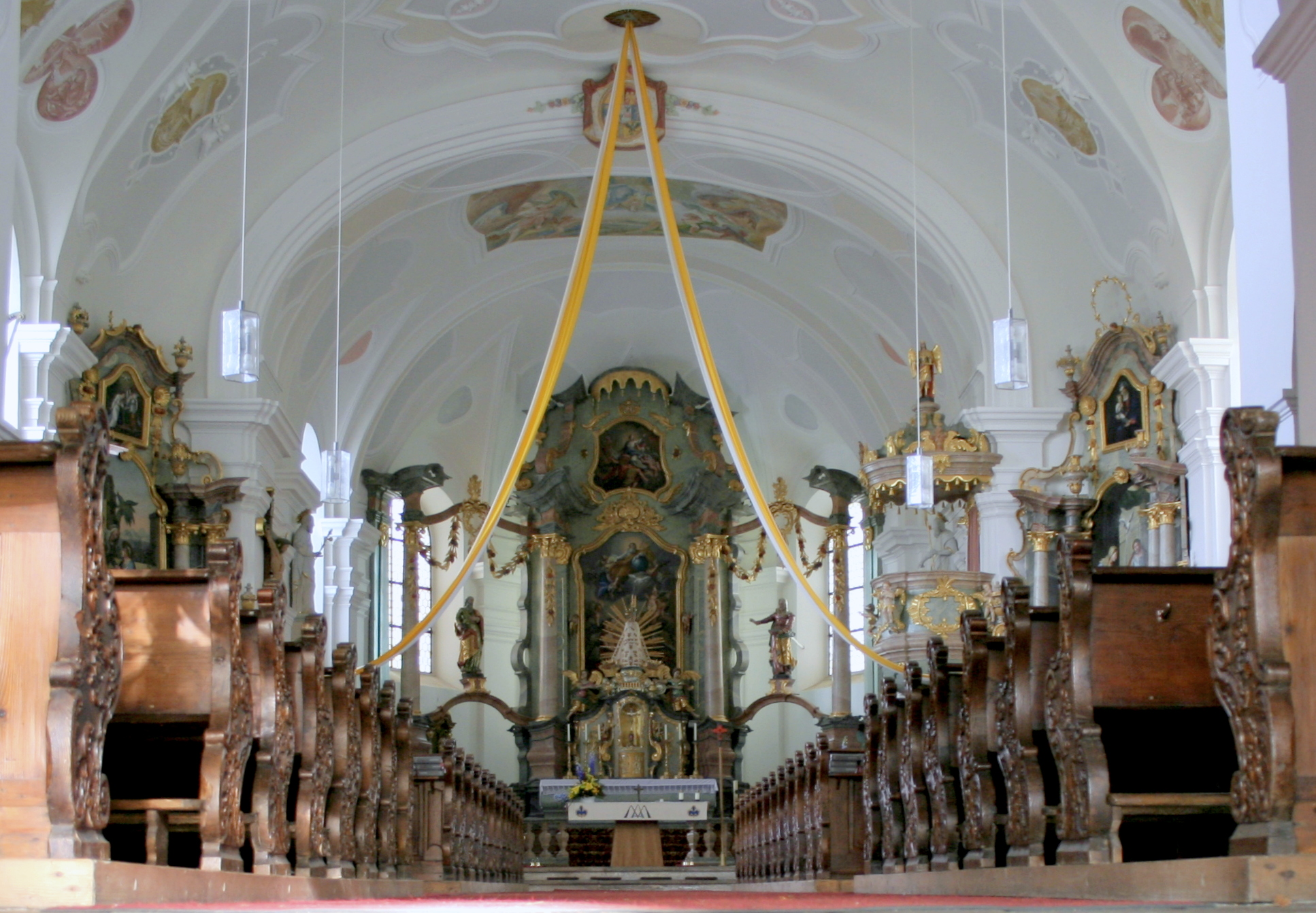
Interiér poutního kostela

Po skončení třicetileté války muselo obyvatelstvo měnit svou víru při každé změně vládce (podle Augsburského náboženského míru z roku 1555). Na vrcholu hory stále přebývalo několik mnichů z Waldsassenu. Byli objeveni kalvinistickými farmáři z okolí a někteří zabiti. Při této události byla socha Panny Marie poškozena výstřelem do krku. Na soše je poškození dodnes vidět.
Změny víry v panství Waldthurn ustaly poté, co se území stalo majetkem české šlechtické rodiny Lobkoviců. Konečnou vírou ve Waldthurnu se stalo katolictví. Široce rozšířená neukotvenost ve věcech víry místního obyvatelstva je doložena skutečností, že neúčast na nedělní službě musela být pokutována - přesto na ni z počátku nikdo nechodil. Teprve až skupina 70 dragounů učinila Waldthurn opět katolickým. Protireformace se tak uskutečnila také ve Waldthurnu.
Pod vládou Lobkoviců poutní místo opět vzkvétalo. Knížecí rod přispěl výstavbou nádherného kostela na počátku 18. století. Několik let po dokončení byl zapálen bleskem. Zázračná socha Panny Maria byla včas zachráněna.
O několik let později byl kostel znovu vystaven v jeho současné podobě, o něco skromnější než dříve, ale se zvláštním renesančním interiérem. Obec Waldthurn těžila z nadšených náboženských poutí z Čech natolik, že hlásala heslo: „Každý, kdo spadne z ráje do Waldthurnu, si nevšimne rozdílu.“

### Po roce 1945
V době studené války, kdy poutníci nemohli přicházet z Čech, se Fahrenberg stal symbolem naděje na smíření. Biskup Michael Buchberger přišel s myšlenkou „Madony míru“ jako propojení Čech a Bavorska.
Po pádu železné opony se každé léto opět probudil proud poutníků z České republiky, zejména ze Stříbra, Tachova a Plzně.

## Umělecké zpracování
Stávající poutní kostel Navštívení Panny Marie byl postaven v letech 1775 až 1778/79 po zničení předchozí budovy v roce 1706 požárem po zásahu bleskem. V roce 1956 byla na hřeben střechy instalována zlacená měděná socha Marie, královny míru nad životem. Barokní hlavní oltář je dílem sochaře Wolfa Kurzworta a tesaře Wenzla Wickla z Waldthurnu. Zázračný obraz, pozdně gotická vyřezávaná socha Panny Marie, byl vytvořen kolem roku 1480/1490. Marie i Ježíš v jejích rukách jsou oblečeni ve slavnostních šatech. Levý boční oltář ukazuje setkání Marie a Alžběty, pravý boční oltář je věnován Svaté rodině.
Vedle kostela stojí kaple Nejsvětější Trojice, postavená v roce 1706, s oltářem z konce 17. století.